# 上級大佐
上級大佐（じょうきゅうたいさ）は軍隊の階級の一。佐官に区分され、少将の下、大佐の上に位置する。基本的に准将と同じくNATO階級符号OF-6に相当するが、アルゼンチンなどのように国によっては名誉階級の扱いとする場合がある。

## 中国
中国人民解放軍の大校はこのように訳されることが多い。日本で言う大佐は上校。

## 北朝鮮
朝鮮人民軍の대좌(大佐、Taejwa)が相当する。
日本で言う大佐は上佐とされる。

## ベトナム
ベトナム人民軍のĐại tá(大佐)が相当する。
日本でいう大佐はThượng tá(上佐)が相当する。
1948年の階級制度導入時は日本軍に習った大佐・中佐・少佐の佐官三階級制だったが、1958年に北朝鮮に習い大佐Đại táの上に上級大佐Thượng cấp Đại táが設置された。1982年に上級大佐が廃止されて三階級制に復した後、1990年に大佐が大佐と上佐に分割され、再び佐官四階級制になって現在に至る。

## イギリスおよび英連邦諸国
以下の階級はそれぞれNATO階級符号OF-6､他のNATO加盟国の将官級准将に相当するが、英軍においては佐官の最上級として扱われる。そのため日本語ではこれらを上級大佐と訳す人も稀にいる｡
- 陸軍：Brigadier
1921年に最下級の将官の階級であるBrigadier generalが廃止され、代わって旅団長に就任した大佐の職位として上級大佐(en:Colonel commandant)が制定された。後の1928年に現呼称に改められて現在に至る。旅団長またはそれと同位の職の就任期間中は少将待遇となるため、陸軍代将と訳する人もいる。
- 海軍：Commodore（海軍代将）
元々は戦隊司令官に就任した艦長(Post captain、 海佐と訳する場合もある。)の職位転じて戦隊司令官たる大佐の職位に由来する。
- 空軍：Air Commodore
- 海兵隊：Brigadier

## ドイツ
親衛隊上級大佐の項を参照。

## サウジアラビア
イギリス軍式の階級制度を採用しているサウジアラビアでは(アラビア語:عميد)という階級があり英語表記ではBrigadier Generalとされている。
階級証のデザインは佐官をあらわす王冠のような記号に星三つであらわされており、佐官と同じ分類がされている。

## ノルウェー
ノルウェーでは1997年まで上級大佐に相当する階級が存在していた。陸軍および空軍のOberstⅠ、海軍のKommandørⅠがそれである。現在は陸軍および空軍はBrigadier、海軍はFlaggkommandørに改称され、階級章も佐官のものから将官のものに変更、所謂佐官級准将となっている。

## アフリカ諸国
チュニジア、モロッコ王国、コートジボワール各国軍は基本的にフランス式の階級制度を採用しているが、准将(海軍の場合は少将。中将、上級中将または大将はそれぞれ陸空軍の少将、中将に相当する)と上級大佐が併存している。以下の項目も参照の事。
- チュニジア軍の階級[2]
- モロッコ王国軍の階級
- コートジボワール軍の階級